# تپه کلی
تپه کلی مربوط به دوره ساسانیان است و در شهرستان اسلام‌آباد غرب، بخش مرکزی، دهستان حومه جنوبی، ۲/۷ کیلومتری جنوب غربی روستای چغا کبود واقع شده و این اثر در تاریخ ۱۴ اسفند ۱۳۸۵ با شمارهٔ ثبت ۱۷۸۵۵ به‌عنوان یکی از آثار ملی ایران به ثبت رسیده است.